# Rigi Kaltbad

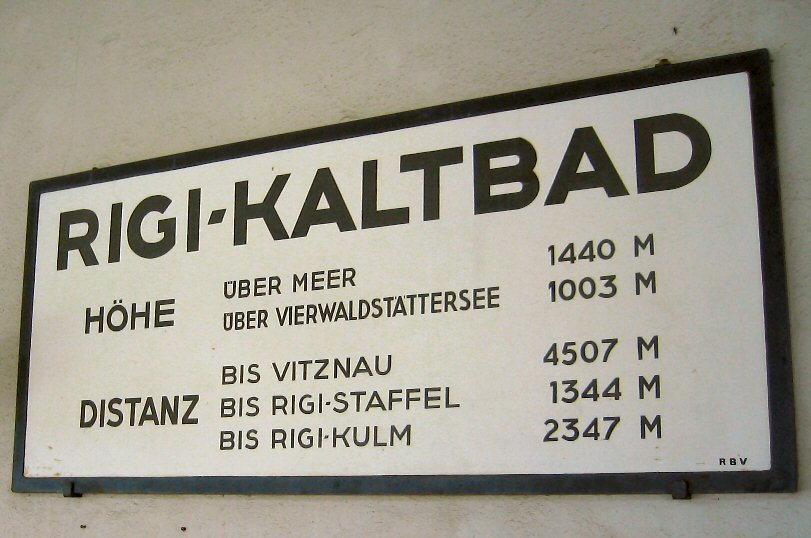
Stationsbord

Rigi Kaltbad is een Zwitsers dorp in het kanton Luzern. 
Het dorp ligt op de berg Rigi en op een hoogte van 1440 meter boven zeeniveau. Toerisme vormt de belangrijkste bron van inkomsten.
Rigi Kaltbad is ontsloten per openbaar vervoer: er is een station van Rigi Bahnen AG. Het is tevens het eindpunt van de kabelbaan vanuit Weggis. 